# 風とロック CARAVAN福島
風とロック CARAVAN福島（かぜとロック キャラバンふくしま）は毎月不定期にラジオ福島で放送されるラジオ番組であり、風とロック音楽イベントでもある。なお、「ラジオ風とロック」、フリーペーパー「月刊 風とロック」はそれぞれの項を参照。

## 概要
福島県郡山市出身のクリエイティブディレクター箭内道彦が2013年12月よりラジオ福島で毎月不定期（基本的に月1回）に放送を開始した2時間の公開生放送ラジオ番組。放送終了後は約1時間程度、会場で当日ゲストによるアコースティックフリーライブが行われており、音楽イベントでもある（基本的に入場無料）。2012年12月から約10か月をかけて福島、沖縄、札幌、長崎、東京、神戸、広島、宮城、岩手、そして2013年9月の風とロック芋煮会でファイナルを迎えた日本全国を巡る「風とロック LIVE福島CARAVAN日本」が終了し、「今度は福島県内をキャラバンする」と箭内が宣言し2013年12月よりスタート。2014年7月時点で福島県内7市町村をキャラバン。最終的には県内59市町村をキャラバンする予定。
会場参加者には記念として毎回色を変えた「風とロック CARAVAN福島」のロゴ・スタンプを希望者は押印してもらうことができる。
なお、2014年9月は郡山市・開成山球場からの公開生放送を予定しており、当日は「風とロック芋煮会2014 風とロックBASEBALL」会場から放送される予定。
また、2014年8月1日より『Radiko.jpプレミアム（エリアフリー聴取）』での配信を開始。県外でも本番組が聴取可能となった。
2020年10月1日現在、県内59市町村キャラバンは、残り双葉町のみとなった。

## 放送日・出演者
- 全パーソナリティ：箭内道彦
- 2013年12月8日（日）

福島市 ラジオ福島 第一スタジオ
ゲスト：渡辺俊美、ひとりぼっち秀吉
※電話ゲスト：怒髪天/上原子友康
- 2014年1月25日（土）

本宮市 アサヒビール園 福島本宮店
ゲスト：音速ライン、ゆべしス（松田晋二×箭内道彦）、赤べこズ
※自腹参加：平井理央
- 2014年2月22日（土）

北塩原村 休暇村 裏磐梯多目的ホール
ゲスト：TOSHI-LOW(BRAHMAN)、ave
- 2014年3月15日（土）

磐梯町 アルツ磐梯スキー場
ゲスト：増子直純（怒髪天）、片平里菜
※自腹参加：渡辺俊美
- 2014年4月5日（土）

南相馬市 南相馬市小高区 浮舟文化会館
ゲスト：渡辺俊美、高橋優
※自腹参加：松田晋二
- 2014年5月24日（土）

天栄村 羽鳥湖高原 レジーナの森
ゲスト：亀田誠治、片平里菜、ひとりぼっち秀吉BAND
- 2014年6月28日（土）

広野町 広野町立広野小学校 屋内運動場
ゲスト：富澤タク、氏原ワタル（DOES）
- 2014年8月9日（土）

会津若松市 花春酒造本社
ゲスト：渡辺俊美、山口隆（サンボマスター）、松田晋二（THE BACK HORN）
- 2014年8月23日（土）

須賀川市 ニラク須賀川店（須賀川市釈迦堂川花火大会会場）
ゲスト：音速ライン、平井理央、ひとりぼっち秀吉BAND、富澤タク、WHITE ASH 山さん
※電話ゲスト：菅波栄純/松田晋二（THE BACK HORN）、渡辺俊美